# Valeria Fontan

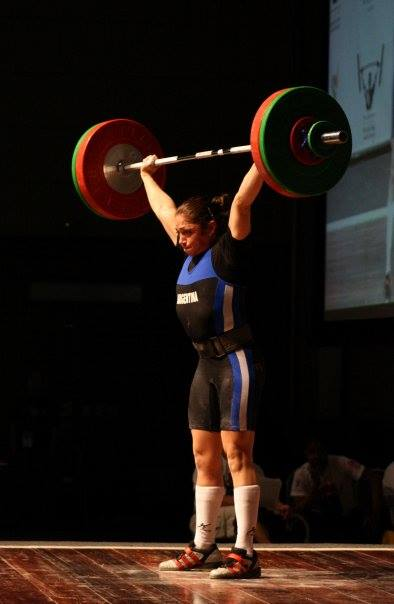
Valeria Fontan, 2008

Valeria Fontan (* 17. April 1980) ist eine ehemalige argentinische Gewichtheberin.
Sie erreichte bei den Weltmeisterschaften 2005 in Doha den vierten Platz in der Klasse bis 69 kg. Nachdem sie jedoch bei der Dopingkontrolle positiv getestet wurde, wurde sie disqualifiziert und für zwei Jahre gesperrt. Nach ihrer Sperre gewann sie bei den Panamerikanischen Meisterschaften 2008 in Callao Gold im Stoßen, im Reißen hatte sie allerdings keinen gültigen Versuch. 2009 wurde sie bei den Panamerikanischen Meisterschaften in Chicago positiv auf Nandrolon getestet. Wegen dieses wiederholten Verstoßes sperrte sie der Weltverband IWF lebenslang.